# Corcelles-en-Beaujolais
Corcelles-en-Beaujolais är en kommun i departementet Rhône i regionen Auvergne-Rhône-Alpes i östra Frankrike. Kommunen ligger i kantonen Belleville som tillhör arrondissementet Villefranche-sur-Saône. År 2022 hade Corcelles-en-Beaujolais 993 invånare.

## Befolkningsutveckling
Antalet invånare i kommunen Corcelles-en-Beaujolais
| Referens: INSEE |